# Isthmomys flavidus
Isthmomys flavidus é uma espécie de roedor da família Cricetidae.
Apenas pode ser encontrada no Panamá.